# Cmentarz wojenny nr 217 – Januszkowice
Cmentarz wojenny nr 217 – Januszkowice – zabytkowy cmentarz z I wojny światowej, zaprojektowany przez Gustava Rossmanna i Michaela Matschenko von Glassnera, znajdujący się w gminie Brzostek we wsi Januszkowice. Jeden z ponad 400 zachodniogalicyjskich cmentarzy wojennych zbudowanych przez Oddział Grobów Wojennych C. i K. Komendantury Wojskowej w Krakowie.
Na cmentarzu pochowanych jest łącznie 227 żołnierzy poległych w dniach 21-22 grudnia 1914 i 7-8 maja 1915:
- 113 Rosjan z 36
  - kapral ... I.R. 36
- 114 Austriaków m.in. z 18, 47, 78, 87, 98 pułku piechoty (głównie narodowości czeskiej)
  - kpl.Ludwig Foryś Art. Rgt.
  - Anton Deutschbauer K.U.K. I.R. 87 †21/12.1914
  - Josef Skorjanc K.U.K. I.R. 87 †21/12.1914
  - Josef Thoma K.U.K. I.R. 98 †7/5.1915
  - Johan Bures K.U.K. I.R. 98 †7/5.1915
  - Franz Hink K.U.K. I.R. 98 †7/5.1915
  - Heinrich Tuschla K.U.K. I.R. 98 †7/5.1915
  - Josef Černy K.U.K. I.R. 98 †7/5.1915
  - Wenzel Hojek K.U.K. I.R. 98 †7/5.1915
  - Johann Stodola K.U.K. I.R. 98 †7/5.1915
  - Josef Nowak K.U.K. I.R. 98 †7/5.1915
  - Franz Vlasák K.U.K. I.R. 98 †7/5.1915
  - Ferdinand Plotz K.U.K. I.R. 98 †7/5.1915
  - Othmar Kupferschmied K.U.K. I.R. 47 †21/12.1914
  - Blazej Kodrič K.U.K. I.R. 47 †21/12.1914
  - Stefan Suppau K.U.K. I.R. 47 †21/12.1914
  - Johann Neumeister K.U.K. I.R. 47 †21/12.1914
  - Rudolf Kremser K.U.K. I.R. 47 †21/12.1914
  - Josef Harz K.U.K. I.R. 47 †21/12.1914
  - Ignatz Godec K.U.K. I.R. 47 †21/12.1914
  - Anton Krasser K.U.K. I.R. 47 †21/12.1914
  - Franz Havlas K.U.K. E.J.B. 2 †7-8/5.1915
  - Michael Mamojko K.U.K. E.J.B. 2 †7-8/5.1915
  - Leonhard Kraschmer K.U.K. I.R. 98 †7/5.1915
  - Alois Striegl K.U.K. I.R. 98 †7/5.1915
  - Franz Prochazka K.U.K. I.R. 18 †7/5.1915
  - Franz Kwapil K.U.K. I.R. 18 †7/5.1915
  - Viktor Sitina K.U.K. I.R. 18 †7/5.1915
  - Franz Zehrer K.U.K. I.R. 47 †21/12.1914
  - Thomas Dukojewac K.U.K. I.R. 47 †21/12.1914
  - Rudolf Kloss K.U.K. I.R. 97 †20-21/12.1914
  - Karl Korolieg K.U.K. I.R. 97 †20-21/12.1914
  - Alois Bertoz K.U.K. I.R. 97 †20-21/12.1914
  - Franz Trinajtic K.U.K. I.R. 97 †20-21/12.1914
  - Josef Král K.U.K. F.J.B. 12 †7/5.1915
  - Franz Dymeš K.U.K. I.R. 18 †7/5.1915
  - Wenzel Kozak K.U.K. I.R. 98 †7/5.1915
  - Eduard Küssel K.U.K. I.R. 98 †7/5.1915
  - Franz MAschek K.U.K. I.R. 98 †7/5.1915
  - Rudolf Anders K.U.K. I.R. 18 †7/5.1915
  - Anton Mach K.U.K. I.R. 98 †7/5.1915
  - Wenzel Solin K.U.K. I.R. 98 †7/5.1915
  - Max Kubelka K.U.K. I.R. 98 †7/5.1915
  - Franz Kulich K.U.K. F.J.B. 2 †7/5.1915
  - Andreas Kengyra K.U.K. F.J.B. 2 †7/5.1915
  - Franz Bartos K.U.K. I.R. 78 †8/5.

Obiekt znajduje na grzbiecie wzgórza, przy drodze i jest zachowany w bardzo dobrym stanie. Ma kształt prostokąta o powierzchni 979 m². Cmentarz został zrekonstruowany. Zbudowano nowe ogrodzenie (zgodnie z oryginalnym projektem), uporządkowano teren i uzupełniono inskrypcję na pomniku. Cmentarz ma wyjątkowy charakter ze względu na pomnik w postaci 7-metrowego krzyża betonowego na którym wmurowana jest tablica z inskrypcją w języku niemieckim:
| IN STOLZ GESCHLOSSNER RUNDE GRUSST DIE PRACHT DES BERGS UND SCHONSTEN LANDES DIESE GRABER UND LEGT DAS LACHELN SEINER EWIGEN SCHONHEIT WIE TAUSEND FRISCHE DENKESKRANZE HIN | WSPANIAŁOŚĆ DUMNIE ZAMKNIĘTEGO KRĘGU GÓRAMI OTOCZONEJ KRAINY POZDRAWIA TE GROBY I UŚMIECH SWEGO WIECZNEGO PIĘKNA SKŁADA JAK TYSIĄCE ŚWIEŻYCH WIEŃCÓW DZIĘKCZYNNYCH PODZIĘKI |

Na cmentarzu znajdują się groby pojedyncze i zbiorowe. Groby pojedyncze miały nagrobki mniejsze (patrz zdjęcie) z emaliowanymi tabliczkami w kształcie koła, a groby zbiorowe większe nagrobki w kształcie krzyża z owalnymi emaliowanymi tabliczkami oraz elementami żeliwnymi.
Cmentarz jest obiektem Szlaku Frontu Wschodniego I Wojny Światowej na obszarze województwa podkarpackiego.

## Galeria

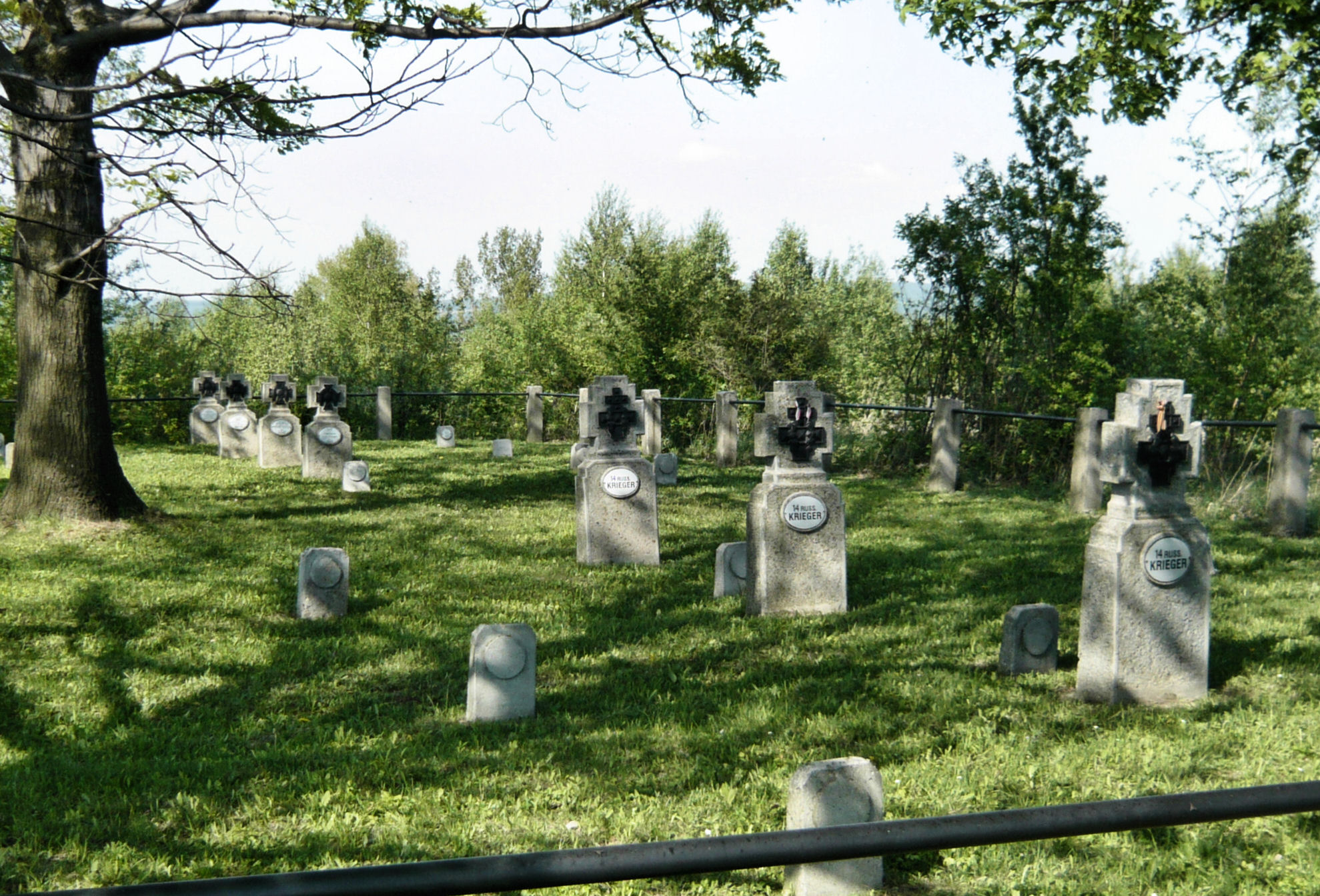
Widok ogólny
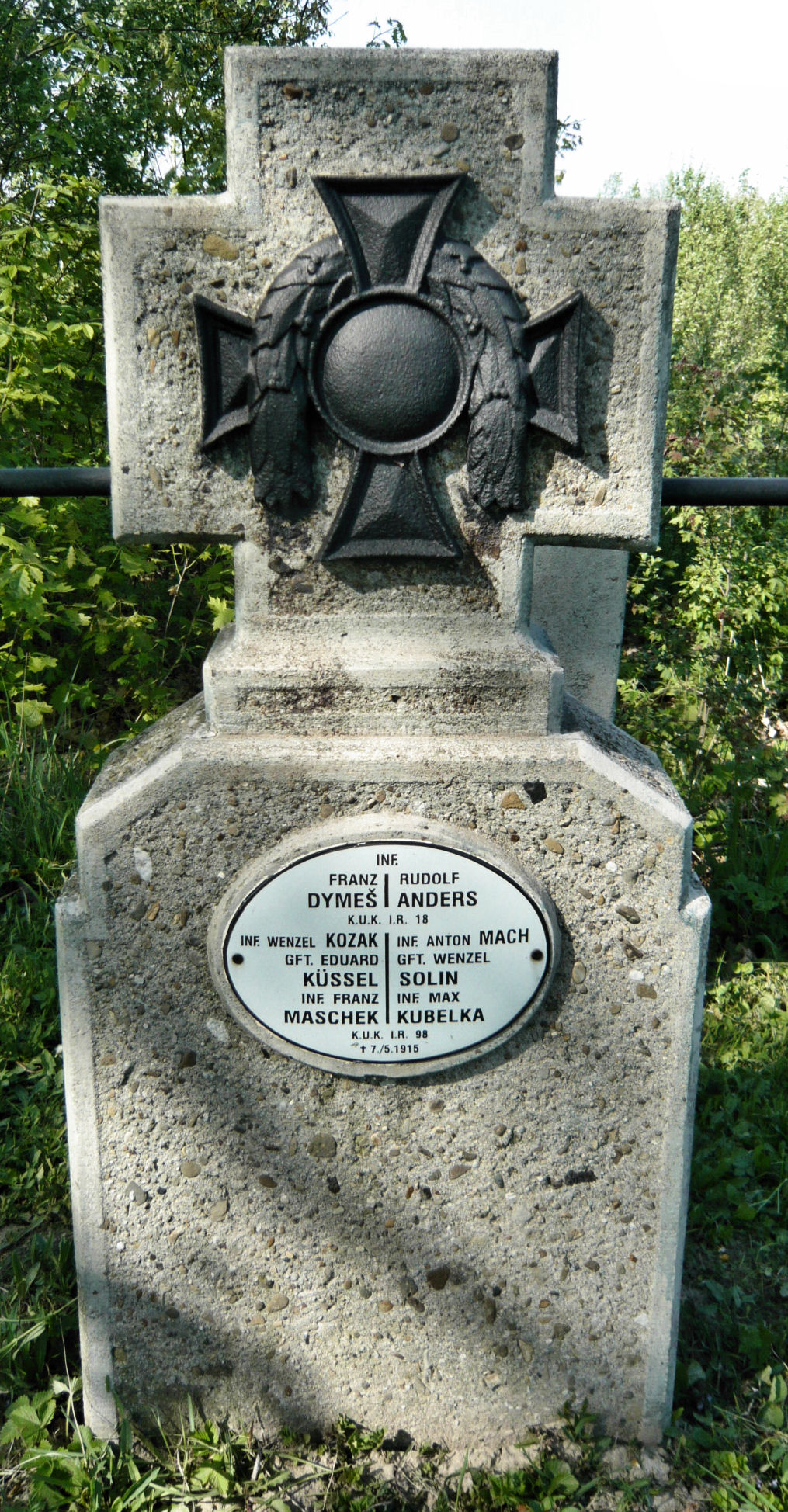
Nagrobek duży
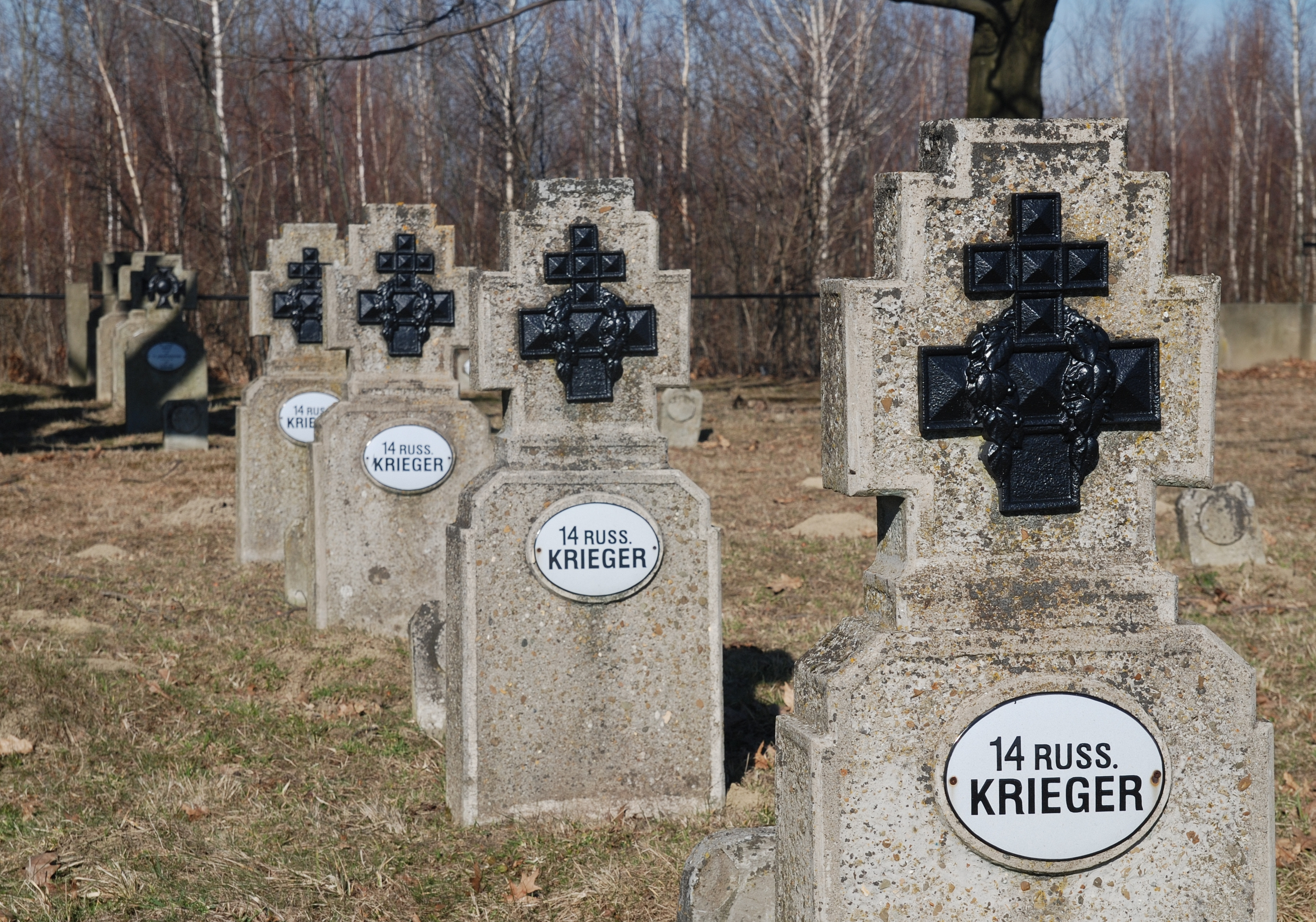
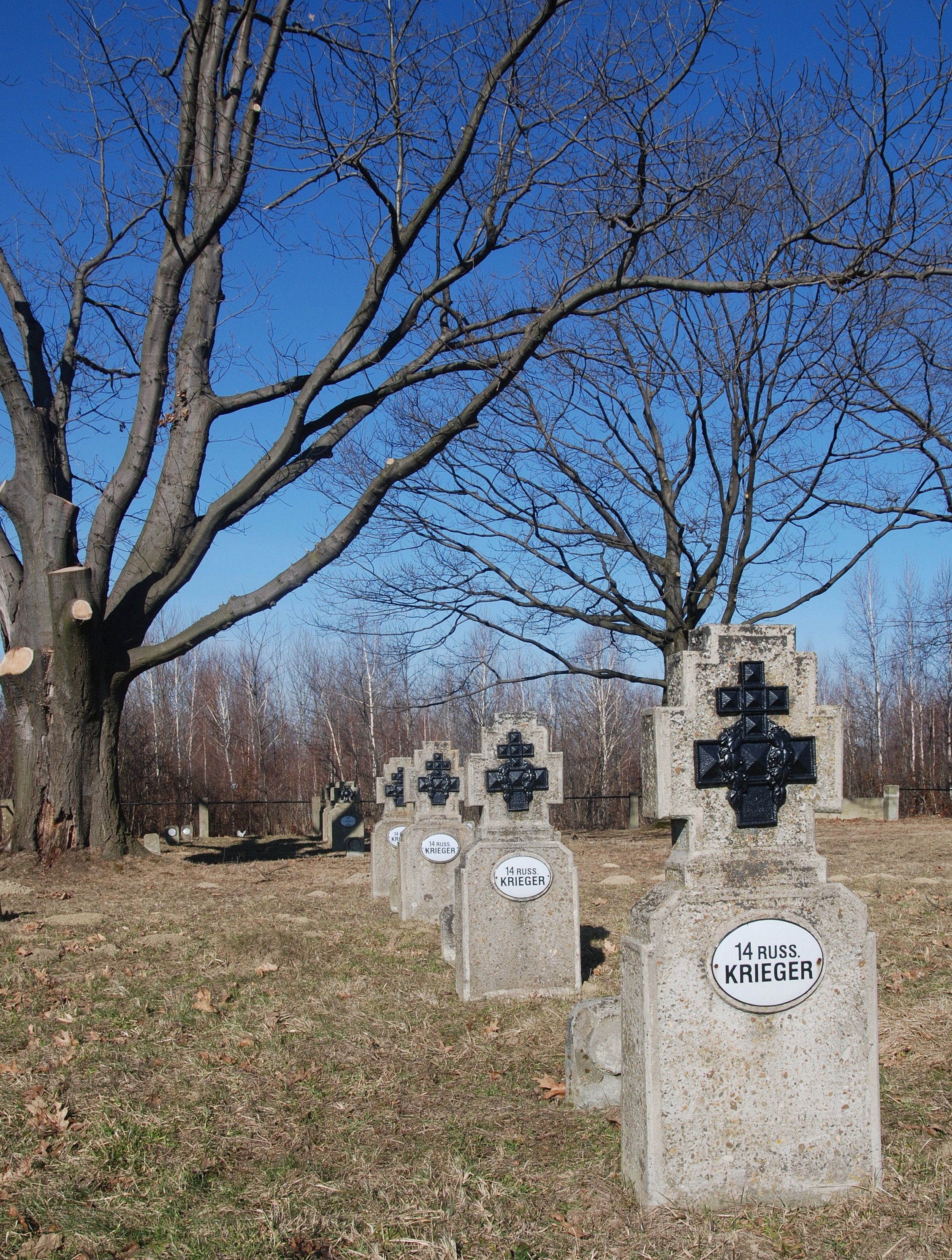
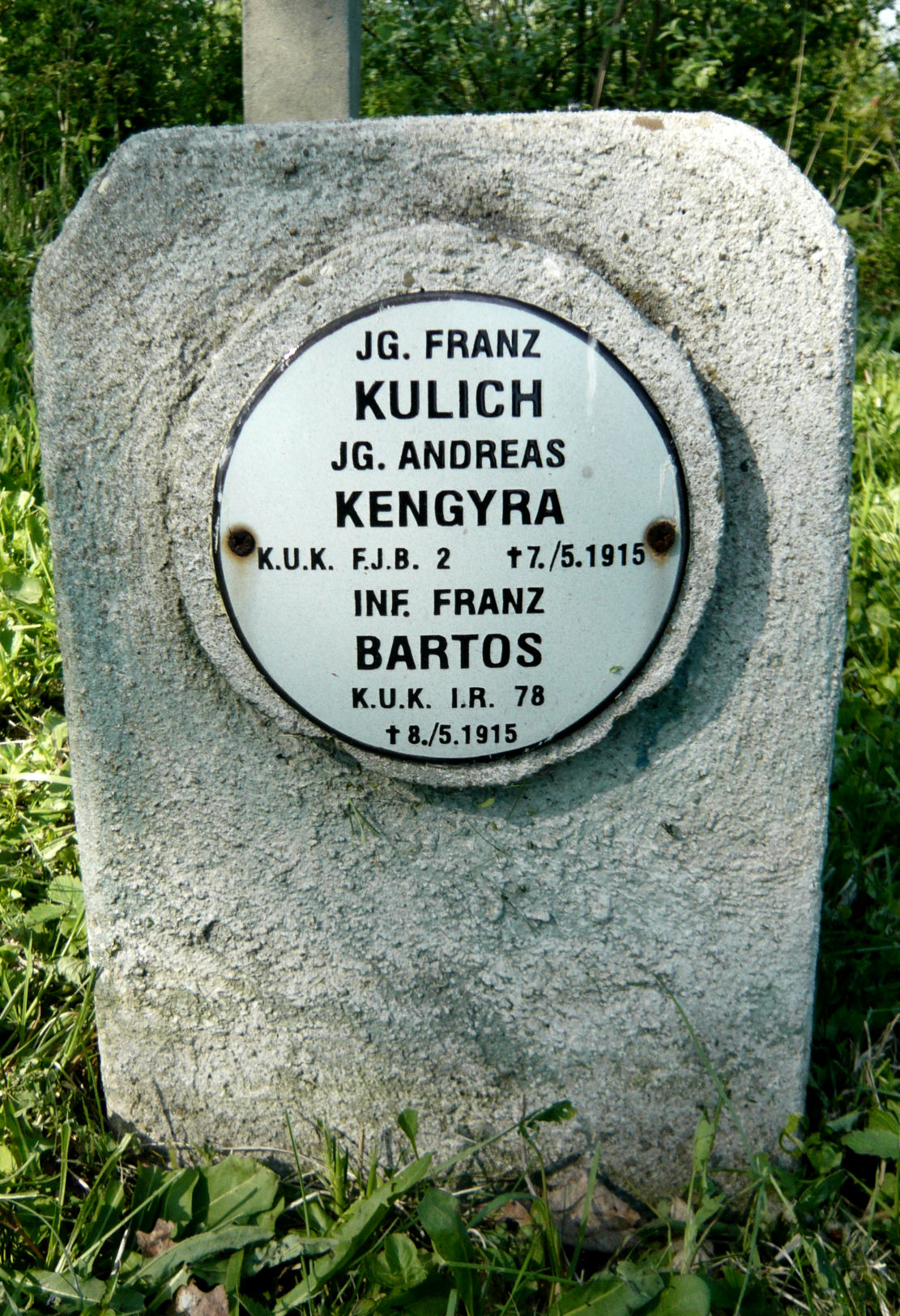
Nagrobek mały
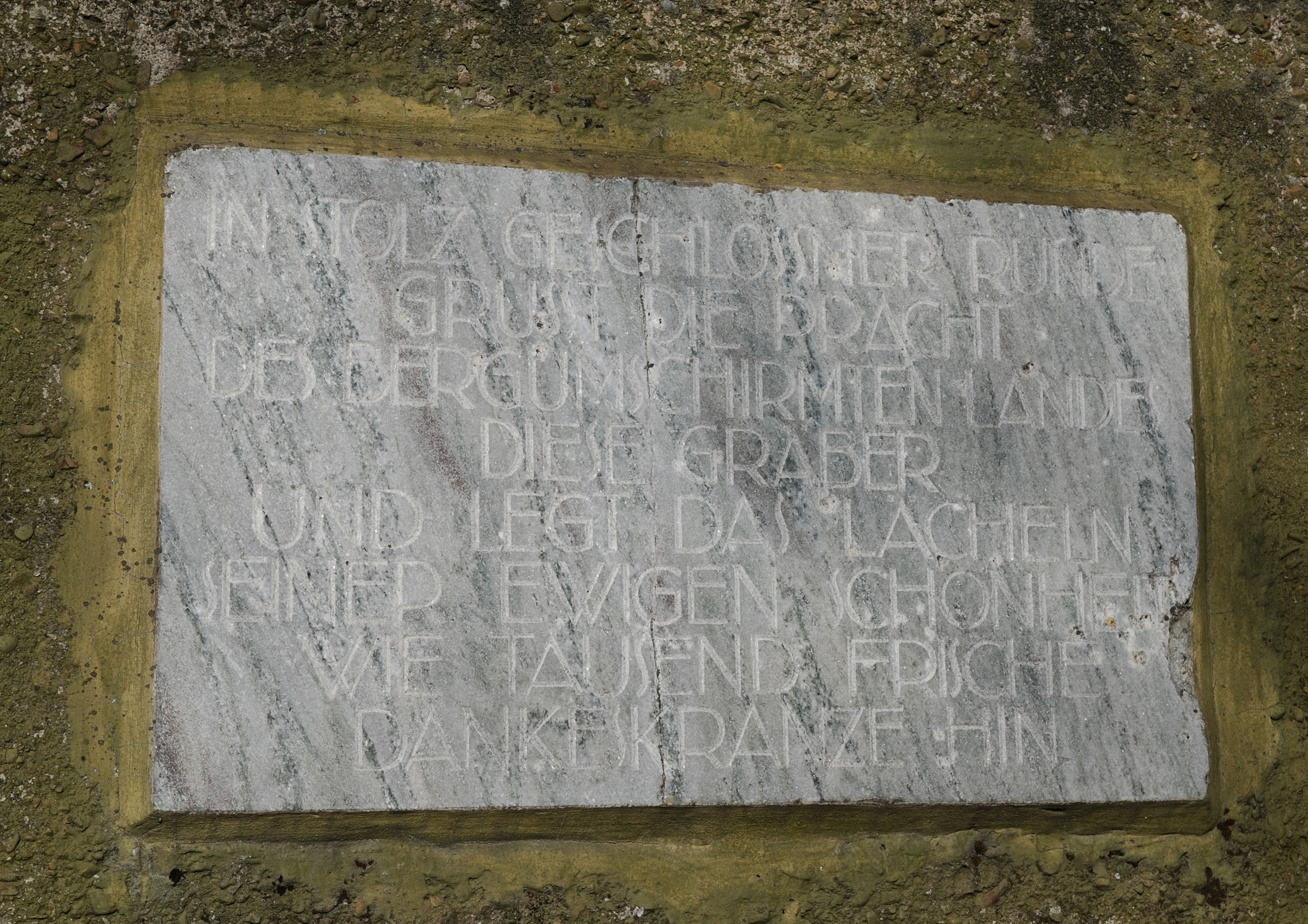
Tablica inskrypcyjna